# Świątynia Apollina w Pompejach
Świątynia Apollina w Pompejach – rzymska świątynia znajdująca się w Pompejach.
Przylegająca do pompejańskiego forum świątynia nie była jednak z nim bezpośrednio związana – główne wejście znajdowało się przy ulicy Bramy Morskiej, na wprost bocznej ściany miejskiej bazyliki. Kult Apolla został wprowadzony w Pompejach przez Greków prawdopodobnie już w V wieku p.n.e., natomiast zachowane do dziś pozostałości sanktuarium pochodzą z II wieku p.n.e.
Pompejańska świątynia Apollina była typową świątynią typu italskiego, posadowioną na wysokim cokole z szerokimi schodami, z cellą poprzedzoną głębokim pronaosem. Przybytek otoczony był 24 kolumnami w porządku korynckim (zachowały się 2 z nich). Pronaos posiadał po cztery kolumny po bokach i sześć od frontu, z szerokim odstępem między dwiema środkowymi. W głębi celli znajdował się posąg bóstwa, zaś przy bocznym wyjściu mieściła się stróżówka. Na posadzce świątyni zachowała się inskrypcja w języku oskijskim, upamiętniająca jej restaurację dokonaną przez kwestora Campanusa.
Przed stopniami świątyni znajdowały się ołtarz oraz kolumna jońska z zegarem słonecznym. Cały okręg sakralny otoczony był portykiem z kolumnami w porządku jońskim podtrzymującymi dorycki fryz z tryglifami i metopami, którego tylną ścianę zdobiły malowidła o tematyce zaczerpniętej z Iliady. W portyku umiejscowione były zbiorniki na wodę lustralną oraz posągi bogów, z których zachowały się posąg Apollina i popiersie posągu Diany, przechowywane w zbiorach Muzeum Narodowego w Neapolu.

## Galeria

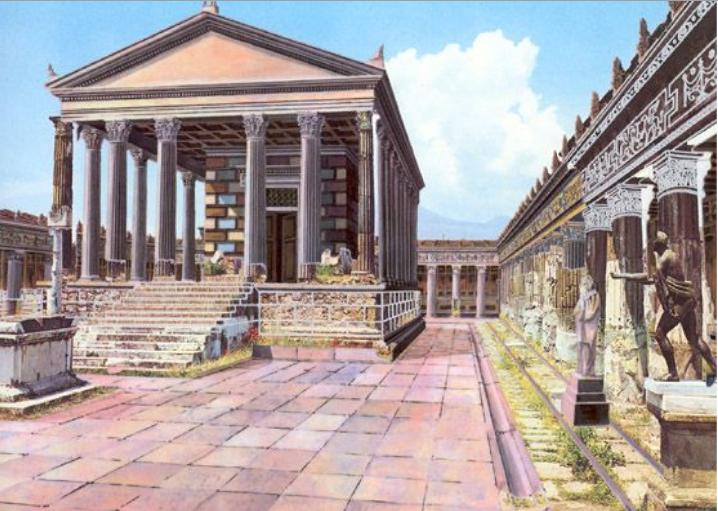
Tak mogła wyglądać Świątynia Apollina przed erupcją Wezuwiusza
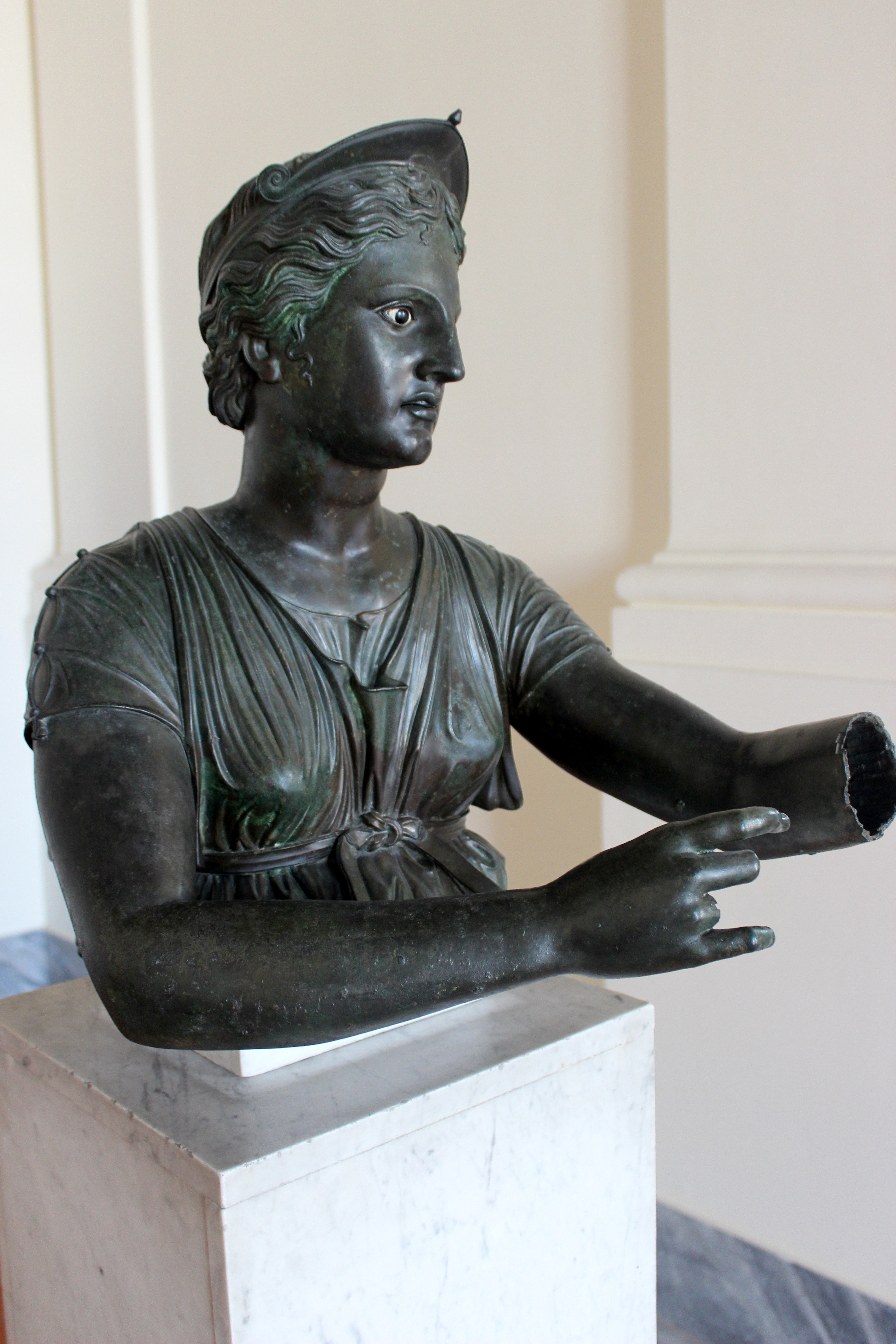
Popiersie posągu Diany, ob. w Muzeum Narodowym w Neapolu
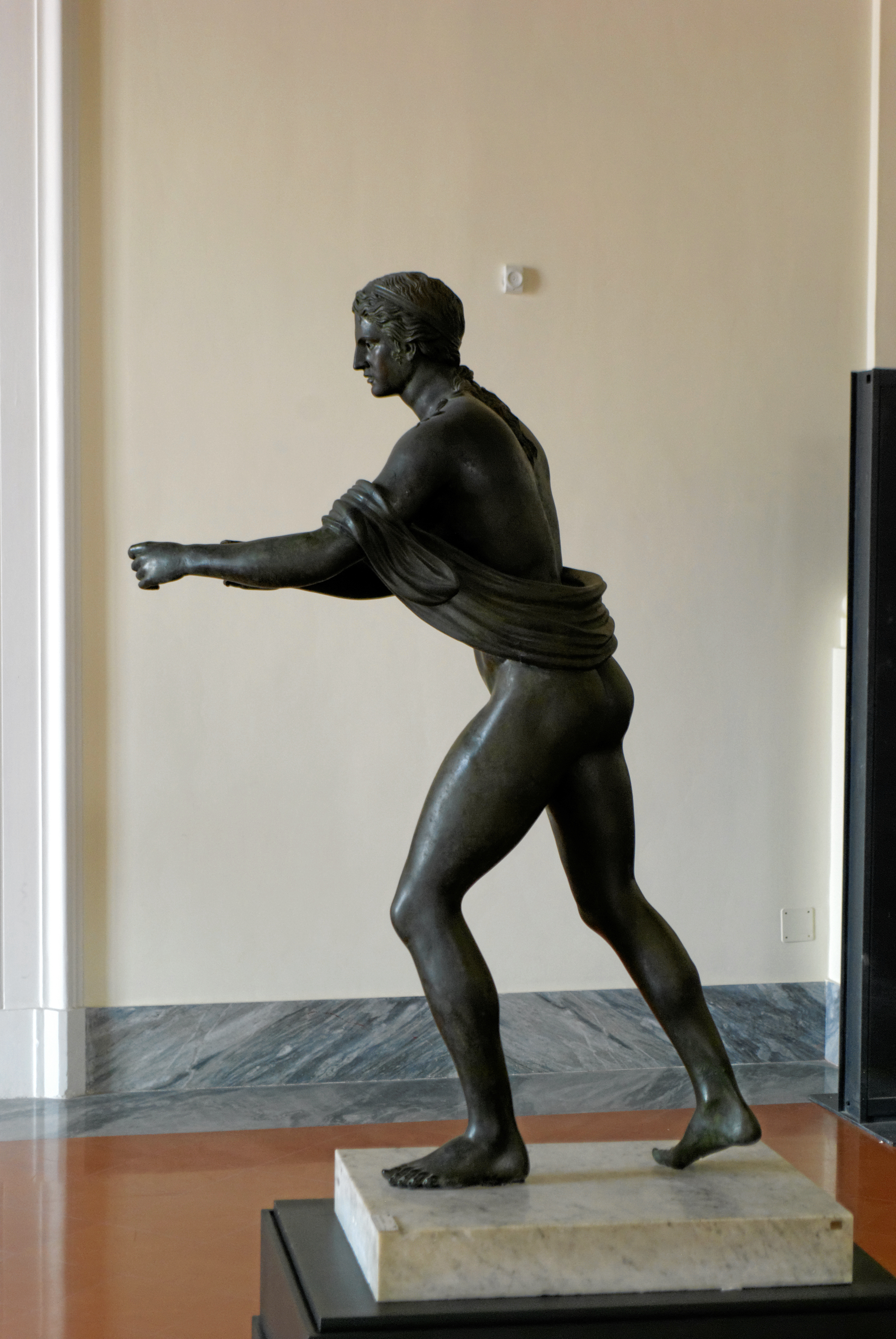
Posąg Apolla, ob. w Muzeum Narodowym w Neapolu